# Jewhen Zacharow
Jewhen Juchymowycz Zacharow (ukr. Євген Юхимович Захаров, ur. 12 listopada 1952 w Charkowie) – przewodniczący zarządu Ukraińskiego Związku Helsińskiego na Rzecz Praw Człowieka (UHSPL), dyrektor Charkowskiej Grupy Obrony Praw Człowieka, działacz radzieckiego ruchu dysydenckiego w latach 70' i 80'.
W 1975 ukończył studia na wydziale mechaniczno-matematycznym Charkowskiego Uniwersytetu Narodowego im. Wasyla Karazina. Od 1989 do 1992 był współprzewodniczącym charkowskiego oddziału stowarzyszenia Memoriał.
W latach 1990–1994 był członkiem Charkowskiej Rady Miejskiej.
Odznaczony Orderem Wolności, Orderem „Za odwagę intelektualną” oraz nagrodą im. Wasyla Stusa.
21 grudnia 2014 został nominowany przez prezydenta Petra Poroszenkę (wraz z Refatem Czubarowem i Jarosławem Hrycakiem) na stanowisko członka komisji konkursowej Narodowego Biura Antykorupcyjnego Ukrainy.